# Битва при Фарсале (1277)
Битва при Фарсале произошла в конце 1277 года на равнине Фарсала в Фессалии между вторгшейся византийской армией под предводительством великого стратопедарха Иоанна Синадина и великого коностаулоса Михаила Кабаллария, и силами правителя Фессалии Иоанна I Дуки. Это была первая крупная византийская кампания против Фессалии после провала предыдущей экспедиции в битве при Неопатре 1273 или 1275 гг.. Битва закончилась сокрушительной победой Дуки: Синадин был взят в плен, а Кабалларий вскоре скончался от ран.